# 1936 год
1936 (ты́сяча девятьсо́т три́дцать шесто́й) год  по григорианскому календарю — високосный год, начинающийся в среду. Это 1936 год нашей эры, 6‑й год 4‑го десятилетия XX века 2‑го тысячелетия, 7‑й год 1930‑х годов. Он закончился 89 лет назад.
| Пн | Вт | Ср | Чт | Пт | Сб | Вс |
|    |    | 1  | 2  | 3  | 4  | 5  |
| 6  | 7  | 8  | 9  | 10 | 11 | 12 |
| 13 | 14 | 15 | 16 | 17 | 18 | 19 |
| 20 | 21 | 22 | 23 | 24 | 25 | 26 |
| 27 | 28 | 29 | 30 | 31 |    |    |

| Пн | Вт | Ср | Чт | Пт | Сб | Вс |
|    |    |    |    |    | 1  | 2  |
| 3  | 4  | 5  | 6  | 7  | 8  | 9  |
| 10 | 11 | 12 | 13 | 14 | 15 | 16 |
| 17 | 18 | 19 | 20 | 21 | 22 | 23 |
| 24 | 25 | 26 | 27 | 28 | 29 |    |

| Пн | Вт | Ср | Чт | Пт | Сб | Вс |
|    |    |    |    |    |    | 1  |
| 2  | 3  | 4  | 5  | 6  | 7  | 8  |
| 9  | 10 | 11 | 12 | 13 | 14 | 15 |
| 16 | 17 | 18 | 19 | 20 | 21 | 22 |
| 23 | 24 | 25 | 26 | 27 | 28 | 29 |
| 30 | 31 |    |    |    |    |    |

| Пн | Вт | Ср | Чт | Пт | Сб | Вс |
|    |    | 1  | 2  | 3  | 4  | 5  |
| 6  | 7  | 8  | 9  | 10 | 11 | 12 |
| 13 | 14 | 15 | 16 | 17 | 18 | 19 |
| 20 | 21 | 22 | 23 | 24 | 25 | 26 |
| 27 | 28 | 29 | 30 |    |    |    |

| Пн | Вт | Ср | Чт | Пт | Сб | Вс |
|    |    |    |    | 1  | 2  | 3  |
| 4  | 5  | 6  | 7  | 8  | 9  | 10 |
| 11 | 12 | 13 | 14 | 15 | 16 | 17 |
| 18 | 19 | 20 | 21 | 22 | 23 | 24 |
| 25 | 26 | 27 | 28 | 29 | 30 | 31 |

| Пн | Вт | Ср | Чт | Пт | Сб | Вс |
| 1  | 2  | 3  | 4  | 5  | 6  | 7  |
| 8  | 9  | 10 | 11 | 12 | 13 | 14 |
| 15 | 16 | 17 | 18 | 19 | 20 | 21 |
| 22 | 23 | 24 | 25 | 26 | 27 | 28 |
| 29 | 30 |    |    |    |    |    |

| Пн | Вт | Ср | Чт | Пт | Сб | Вс |
|    |    | 1  | 2  | 3  | 4  | 5  |
| 6  | 7  | 8  | 9  | 10 | 11 | 12 |
| 13 | 14 | 15 | 16 | 17 | 18 | 19 |
| 20 | 21 | 22 | 23 | 24 | 25 | 26 |
| 27 | 28 | 29 | 30 | 31 |    |    |

| Пн | Вт | Ср | Чт | Пт | Сб | Вс |
|    |    |    |    |    | 1  | 2  |
| 3  | 4  | 5  | 6  | 7  | 8  | 9  |
| 10 | 11 | 12 | 13 | 14 | 15 | 16 |
| 17 | 18 | 19 | 20 | 21 | 22 | 23 |
| 24 | 25 | 26 | 27 | 28 | 29 | 30 |
| 31 |    |    |    |    |    |    |

| Пн | Вт | Ср | Чт | Пт | Сб | Вс |
|    | 1  | 2  | 3  | 4  | 5  | 6  |
| 7  | 8  | 9  | 10 | 11 | 12 | 13 |
| 14 | 15 | 16 | 17 | 18 | 19 | 20 |
| 21 | 22 | 23 | 24 | 25 | 26 | 27 |
| 28 | 29 | 30 |    |    |    |    |

| Пн | Вт | Ср | Чт | Пт | Сб | Вс |
|    |    |    | 1  | 2  | 3  | 4  |
| 5  | 6  | 7  | 8  | 9  | 10 | 11 |
| 12 | 13 | 14 | 15 | 16 | 17 | 18 |
| 19 | 20 | 21 | 22 | 23 | 24 | 25 |
| 26 | 27 | 28 | 29 | 30 | 31 |    |

| Пн | Вт | Ср | Чт | Пт | Сб | Вс |
|    |    |    |    |    |    | 1  |
| 2  | 3  | 4  | 5  | 6  | 7  | 8  |
| 9  | 10 | 11 | 12 | 13 | 14 | 15 |
| 16 | 17 | 18 | 19 | 20 | 21 | 22 |
| 23 | 24 | 25 | 26 | 27 | 28 | 29 |
| 30 |    |    |    |    |    |    |

| Пн | Вт | Ср | Чт | Пт | Сб | Вс |
|    | 1  | 2  | 3  | 4  | 5  | 6  |
| 7  | 8  | 9  | 10 | 11 | 12 | 13 |
| 14 | 15 | 16 | 17 | 18 | 19 | 20 |
| 21 | 22 | 23 | 24 | 25 | 26 | 27 |
| 28 | 29 | 30 | 31 |    |    |    |

## События
- Зимние и Летние Олимпийские игры прошли в нацистской Германии.
- Алонзо Чёрч разработал лямбда-исчисление.
- 6 января — В США отменён Закон о регулировании сельского хозяйства.
- 12 января — создано спортивное общество «Локомотив».
- 15 января — левые партии и профсоюзы Испании создали предвыборную коалицию Народный фронт[1].
- 20 января — в Сандрингеме скончался король Великобритании Георг V. Престол перешёл к его сыну Эдуарду VIII[2].
- 30 января — главой переходного правительства Королевства Египет, призванного провести парламентские выборы весной 1936 года, назначен Али Махир-паша[3].
- 3 февраля — ввод в строй Камского целлюлозно-бумажного комбината.
- 16 февраля — на парламентских выборах в Испании Народный фронт (коалиция левых партий) получил 256 мест против 165 мест у правых партий и 52 мест у центристских партий[1].
- 17 февраля — стартовал 1-й чемпионат СССР по хоккею с мячом.
- 26—29 февраля — неудачный «Путч молодых офицеров» в Японии, организованный националистической организацией Кодоха.
- 2 марта — в Вашингтоне подписан договор, по которому Панама отказывалась от обязательств США гарантировать её независимость, а США снимали с себя обязательство поддерживать общественный порядок в столице Панамы и в городе Колон[4].
- 4 марта — свой первый полёт совершил дирижабль «Гинденбург».
- 7 марта — нацистская Германия в одностороннем порядке расторгла Локарнские договоры 1925 года. Германские войска заняли демилитаризованную Рейнскую область, грубо нарушая условия Версальского договора[5].
- 19 марта — подписаны торгово-экономические соглашения между Италией и Албанией[6].
- 23 марта — федеральный канцлер Австрии Курт Шушниг подписал в Риме дополнительный протокол, по которому Австрия обязалась не проводить переговоров ни с одним из Дунайских государств без ведома Италии[7].
- 29 марта — на парламентских выборах в нацистской Германии 99 % голосов отдано за официальных кандидатов от нацистской партии.
- 14 апреля
  - серьёзные беспорядки в Палестине. Арабы убивали евреев и грабили их имущество.
  - в Мадриде во время парада в случаю годовщины провозглашения республики правыми офицерами совершено неудачное покушение на руководителей государства[8].
- 26 апреля и 3 мая — во Франции на выборах победила партия Народный фронт.
- 28 апреля — скончался король Египта и Судана Ахмед Фуад I. Престол занял его сын Фарук I[9].

- 5 мая — итальянские войска оккупировали столицу Эфиопии Аддис-Абебу, после чего Вторая итало-эфиопская война закончилась[10].
- 9 мая — премьер-министром Египта стал лидер победившей на выборах партии Вафд Мустафа Наххас-паша, сменивший Али Махира[9][11].
- 12 мая — в Испании сформировано новое правительство Народного фронта, которое возглавил Сантьяго Касарес Кирога, представитель Левореспубликанской партии[12].
- 13 мая — Всеобщая забастовка в Греции.
- 16 мая — военный переворот в Боливии. Президент Хосе Луис Техада свергнут. К власти пришла хунта подполковника Хермана Буша[13].
- 22 мая
  - Президентом Боливии стал начальник Генерального штаба армии полковник Хосе Давид Торо. Начало эры «социалистического милитаризма»[13].
  - Стартовал первый чемпионат СССР по футболу среди клубных команд, завершился 17 июня.
- 27 мая — вышло Постановление Президиума ЦИК СССР «О прекращении переименований городов, районных центров и местечек и железнодорожных станций»[14].
- 1 июня — дуче Италии Бенито Муссолини объединил Эфиопию, Эритрею и Итальянское Сомали в колонию Итальянская Восточная Африка[10].
- 11—12 июня — новое французское правительство принимает законы о коллективном договоре, о двухнедельном ежегодном оплачиваемом отпуске (фр. Congés payés‎) и о 40-часовой[фр.] рабочей неделе.
- 22 июня — в Монтрё началась конференция, в ходе которой была принята Конвенция Монтрё о статусе проливов, регламентировавшая проход через Босфор и Дарданеллы.
- 27 июня — издано Постановление Центрального исполнительного комитета СССР и Совета Народных Комиссаров СССР «О запрещении абортов, увеличении материальной помощи роженицам, установлении государственной помощи многосемейным, расширении сети родильных домов, детских яслей и детских садов, усилении уголовного наказания за неплатёж алиментов, некоторые изменения в законодательстве о разводах»[15].
- 28 июня — в Испании на референдуме одобрен проект автономии Галисии[16].
- 3 июля — в СССР создана Государственная автомобильная инспекция (ГАИ, ныне Госавтоинспекция МВД России) при Рабоче-крестьянской милиции НКВД.
- 4 июля — постановление ЦК ВКП(б) О педологических извращениях в системе наркомпросов. Педология объявлена «реакционной лженаукой» и устранена из системы советской школы[17].
- 6 июля — после сильного пожара в заливе Тауйская губа (Дальневосточный край) затонуло судно, перевозившее морем детей в пионерлагерь, погибли 26 детей и 1 моряк[18].
- 9 июля 
  - В Тифлисе покончил с собой первый секретарь ЦК КП(б) Армении А. Г. Ханджян (по другой версии, был застрелен первым секретарём Закавказского крайкома ВКП(б) Л. П. Берией)[19].
  - Создан Союз трудовой молодёжи Латвии[20].
- 11 июля — Австрия и нацистская Германия подписали договор, усиливший влияние Германии в Австрии[7].
- 12 июля — в Мадриде правыми убит лейтенант-республиканец Хосе дель Кастильо. Через несколько часов республиканцы убивают лидера монархистов Хосе Кальво Сотело. Инцидент подталкивает правый генералитет к вооружённому выступлению против Испанской республики[21].
- 17 июля — Гражданская война в Испании: путч под руководством Франсиско Франко в Испанском Марокко поднят под лозунгом защиты религии и традиционных ценностей[22].
- 18 июля — Гражданская война в Испании: восставшая армия захватывает Кадис и Севилью. Партии Народного фронта требуют вооружить народ. Правительство Сантьяго Касареса Кироги уходит в отставку[22].
- 19 июля — Гражданская война в Испании: после отставки Диего Мартинеса Баррио, ненадолго занявшего пост премьер-министра, во главе республиканского правительства Испании становится левый республиканец Хосе Хираль. Восставшая армия контролирует уже 23 города страны[23].
- 20 июля — Гражданская война в Испании: лидер испанских мятежников генерал Хосе Санхурхо погиб в авиационной катастрофе по пути из Португалии в Бургос[24].
- 23 июля — в Испании в результате объединения Коммунистической партии Каталонии, Каталонской федерации Испанской социалистической рабочей партии и Каталонской пролетарской партии создана Объединённая социалистическая партия Каталонии[25].
- 29 июля — образована Кустанайская область Казахской АССР[26].
- 2 августа — Гражданская война в Испании: правительство Франции выступает с предложением о невмешательстве извне в гражданскую войну в Испании[27].
- 3 августа — в результате лесного пожара полностью уничтожен посёлок Курша-2 (Тумский район Московской области, ныне Клепиковский район Рязанской области). Погибло более 1000 человек.
- 4 августа — В Королевстве Греции установлен «режим 4 августа».[2].

- 6 августа — Гражданская война в Испании: Примас Испании кардинал Исидро Гома-и-Томас поддерживает выступление военных и провозглашает «крестовый поход против красных»[28].
- 8 августа — Гражданская война в Испании: восставшая армия заняла Бадахос[29].
- 11 августа — в Китае гоминьдановские войска во главе с Чаном Кайши впервые с 1926 года входят в Гуанчжоу.
- 24 августа — в нацистской Германии введена всеобщая воинская обязанность в течение 2 лет.
- 25 августа — казнь в Москве Зиновьева, Льва Каменева и других старых большевиков, осуждённых по делу «Антисоветского объединённого троцкистско-зиновьевского центра».
- 26 августа — в Лондоне заключён англо-египетский договор, расширивший права египетской стороны[30][31].
- 3 сентября — Гражданская война в Испании: восставшая армия заняла Талавера де ла Рейна и вышла на подступы к Мадриду. Правительство Хосе Хираля подало в отставку[29].
- 4 сентября — Гражданская война в Испании: новое правительство республиканской Испании сформировал лидер социалистов Франсиско Ларго Кабальеро[29].
- 8 сентября — в Португалии Революционная организация флота, созданная Португальской коммунистической партией, подняла неудачное восстание на судах военно-морского флота «Афонсу ди Абукерке», «Дау» и «Бартоломеу Диаш»[32].
- 9 сентября — Гражданская война в Испании: в Лондоне начал работу Комитет по невмешательству в испанские дела, в который вошли 27 государств, включая СССР[27].
- 21 сентября — на пленуме ЦК КП(б) Армении первым секретарём ЦК избран А. С. Аматуни (Вардапетян), вторым — С. Е. Акопов[33].
- 1 октября — Гражданская война в Испании: генерал Франсиско Франко, избранный каудильо националистического движения вступил в Бургосе в права главы государства[24]. Кортесы в Мадриде приняли Статут Страны Басков, предоставивший её автономию[29].
- 7 октября — Гражданская война в Испании: СССР заявляет, что будет считать себя свободным от соглашения о невмешательстве в дела Испании, если оно будет нарушаться другими странами. Вскоре в поддержку Испанской республики направлены партии оружия и советские военные советники[34]. В Бильбао сформировано автономное правительство Страны Басков[29].
- 17 октября — открылся двухдневный учредительный съезд Алжирской коммунистической партии[35].
- 25 октября — Берлинским соглашением нацистской Германии и Италии оформлена «Ось Берлин-Рим»[источник не указан 2826 дней].
- 30 октября — военный переворот в Ираке, возглавленный генералом Бакром Сидки. Правительство Ясина Паши аль-Хашими отправлено в отставку, сформирован «кабинет национальных реформ» во главе с представителем националистической организации «Аль-Ахали» Хикметом Сулейманом[36].
- 3 ноября — президентские выборы в США. Действующий президент Франклин Рузвельт одержал повторную победу.
- 6 ноября — Гражданская война в Испании: республиканское правительство Испании покинуло Мадрид и переехало в Валенсию[8].
- 7 ноября — Гражданская война в Испании: войска Франсиско Франко вышли к предместьям Мадрида. Вскоре начались бои за столицу Испании[29].
- 16 ноября — в Великобритании король Эдуард VIII официально объявил о своём намерении жениться на Уоллис Симпсон, гражданке США, состоявшей во втором браке (бракоразводный процесс завершился 3 мая 1937 года).
- 18 ноября — Германия и Италия заявили о признании франкистского правительства в Испании[37].
- 25 ноября — Германия и Япония подписали Антикоминтерновский пакт, обязуясь вести совместную борьбу против международного коммунизма.
- 25 ноября — 5 декабря — в Москве состоялся последний Съезд Советов СССР, принявший новую Конституцию СССР, согласно которой высшим органом государственной власти Советского Союза вместо Съезда Советов становился Верховный Совет СССР[38].
- 5 декабря
  - Принята сталинская Конституция СССР.
  - Ликвидирована Закавказская Социалистическая Федеративная Советская Республика. Азербайджан, Армения и Грузия самостоятельно вошли в состав СССР[39].
  - Горьковский край, Восточно-Сибирский край, Кировский край, Куйбышевский край, Сталинградский край, Северный край и Саратовский край лишены статуса краёв и преобразованы в области РСФСР[40].
  - Из состава Российской СФСР была выведена Казахская АССР и ей был придан статус союзной республики под названием Казахская ССР. 5 декабря 1936 года день рождения Казахстана.
- 11 декабря — отречение короля Великобритании Эдуарда VIII. Престол занял его младший брат Георг VI.

## Персоны года
Человек года по версии журнала Time — Уоллис Симпсон, подруга короля Великобритании Эдуард VIII, из-за связи с которой Эдуард VIII отрёкся от престола.

## Родились
См. также: Категория:Родившиеся в 1936 году
- 3 января — Николай Михайлович Рубцов, русский лирический поэт (ум. в 1971).
- 12 января — Лилиана Кавани, итальянский кинорежиссёр.
- 12 января — Раймонд Паулс, латвийский композитор, автор мюзиклов «Сестра Кэрри», «Шерлок Холмс», эстрадной музыки.
- 14 января — Алексей Алексеевич Леонтьев, российский психолог и лингвист (ум. в 2004).
- 27 января — Сэмюэл Тинг, американский физик, лауреат Нобелевской премии.
- 14 февраля — Анна Герман, польская певица (ум. в 1982).
- 2 марта — Ия Саввина, советская и российская актриса (ум. в 2011).
- 4 марта — Джим Кларк, двукратный чемпион мира (1963 и 1965 гг.) в Формуле-1 (ум. в 1968).
- 5 марта — Владимир Маслаченко, советский футболист, спортивный журналист и комментатор (ум. в 2010).
- 18 марта — Фредерик Виллем де Клерк, президент ЮАР, автор реформ, приведших к окончанию апартеида в стране (ум. в 2021).
- 28 марта — Марио Варгас Льоса, перуанский писатель, лауреат Нобелевской премии по литературе 2010 года (ум. в 2025).
- 29 марта — Станислав Сергеевич Говорухин, советский и российский кинорежиссёр (ум. в 2018).
- 20 апреля — Пэт Робертс, американский политик.
- 24 апреля — Аквази Аманква Африфа, президент Ганы в 1969 — 1970 годах (убит в 1979).
- 8 мая — Хальянд Удам, эстонский востоковед и переводчик (ум. 2005).
- 17 мая
  - Виталий Петрович Муха, глава администрации Новосибирской области в 1991—1993 и в 1995—1999 гг. (ум. в 2005).
  - Деннис Хоппер, американский режиссёр, киноактёр, сценарист, продюсер (ум. 2010).
- 18 мая — Олжас Омарович Сулейменов, поэт, писатель-литературовед, общественно-политический деятель Казахстана, дипломат.
- 30 мая — Слава Метревели, один из лучших крайних форвардов советского футбола. (ум. в 1998).
- 15 июня — Михаил Державин, российский актёр, народный артист Российской Федерации (ум. в 2018).
- 22 июня — Крис Кристоферсон, американский актёр и бард (ум. в 2024).
- 23 июня
  - Карлос Фонсека Амадор, никарагуанский революционер, один из основателей и руководителей Сандинистского фронта национального освобождения, теоретик революционного движения, профессор (погиб в 1976).
  - Костас Симитис, греческий политик, премьер-министр Греции и лидер ПАСОК в 1996—2004 годах (ум. 2025).
- 27 июля — Марис Лиепа, артист балета, народный артист СССР (ум. в 1989).
- 27 июля — Заур Кабисов, осетинский писатель, автор первого на осетинском языке фантастического романа («Последняя обезьяна») (ум. в 2014).
- 31 июля — Бонифас Александр, временный президент Гаити с 2002 по 2004 год.
- 1 августа — Ив Сен-Лоран, французский модельер (ум. в 2008).
- 17 августа — Джулио Могол, знаменитый итальянский поэт-песенник.
- 31 августа — Владимир Орлов, советский, российский писатель (ум. в 2014).
- 1 сентября — Валерий Легасов, советский химик-неорганик, член правительственной комиссии по расследованию причин и по ликвидации последствий аварии на Чернобыльской АЭС (ум. в 1988).
- 7 сентября — Бадди Холли, американский певец, один из «пионеров» рок-н-ролла (ум. в 1959).
- 13 сентября — Стефано Делле Кьяйе, итальянский ультраправый политик, основатель Национального авангарда (ум. в 2019).
- 16 сентября — Михаил Кокшенов, советский и российский актёр театра и кино (ум. в 2020).
- 21 сентября — Юрий Лужков, мэр Москвы (1992—2010) (ум. в 2019).
- 23 сентября — Эдвард Радзинский, драматург, публицист, телеведущий.
- 29 сентября — Алла Демидова, актриса, народная артистка РСФСР.
- 29 сентября — Сильвио Берлускони, итальянский премьер-министр, крупный промышленник, медиамагнат (ум. в 2023).
- 8 октября — Леонид Куравлёв, российский киноактёр, народный артист РСФСР (ум. в 2022).
- 5 октября — Вацлав Гавел, чешский писатель, драматург, диссидент, правозащитник и государственный деятель (ум. в 2011).
- 16 октября — Андрей Чикатило, советский серийный убийца (ум. в 1994).
- 23 октября — Людмила Ивановна Нуйкина — российская разведчица-нелегал, полковник Службы внешней разведки в отставке.
- 28 октября — Роман Виктюк, советский и российский театральный режиссёр (ум. в 2020).
- 31 октября — Гавриил Попов, российский экономист и политик, 1-й мэр Москвы (1991—1992).
- 7 ноября — Николай Винграновский, украинский киноактёр и писатель (ум. в 2004).
- 11 ноября — Михаил Таль, восьмой чемпион мира по шахматам (ум. в 1992).
- 11 ноября — Юрий Чурбанов, советский политический деятель, зять Л. И. Брежнева (ум. в 2013).
- 18 ноября — Дональд Юджин Черри, авангардный американский джазовый трубач (ум. в 1995).
- 13 декабря — Хамидулла Акбаров, советский и узбекский киновед.
- 17 декабря — Франциск, папа Римский (ум. в 2025).
- 18 декабря — Юрий Самарин, советский и российский учёный-математик, механик (ум. в 2000).
- 23 декабря — Юлий Ким, автор-исполнитель.
- 24 декабря — Анатолий Равикович, советский и российский актёр (ум. в 2012).
- 29 декабря — Эдуард Марцевич, советский и российский актёр (ум. в 2013).

## Скончались
См. также: Категория:Умершие в 1936 году
- 16 января — Альберт Фиш, американский серийный убийца и каннибал (род. в 1870).
- 18 января — Джозеф Редьярд Киплинг, английский писатель, лауреат Нобелевской премии (род. в 1865).
- 20 января — Георг V, король Великобритании (род. в 1865).
- 14 февраля — Александр Иванович Гучков, русский политический и государственный деятель (род. в 1862).
- 23 февраля — Сергей Васильевич Чехонин, русский и советский художник-график и декоратор, член художественного объединения «Мир искусства», ученик И. Е. Репина (род. в 1878).
- 27 февраля — Иван Петрович Павлов, русский физиолог, лауреат Нобелевской премии (род. в 1849).
- 21 марта — Александр Константинович Глазунов, русский композитор (род. в 1865).
- 28 апреля — Ахмед Фуад I, король Египта с 1922 года, султан Египта в 1917—1922 годах (умер в должности) (род. в 1868).
- 7 мая — Освальд Шпенглер, немецкий философ, последний крупный представитель «философии жизни» (род. в 1880).
- 11 мая — Эдит Арчибальд, канадская суфражистка и писательница (род. в 1854).
- 14 мая — Эдмунд Алленби, британский фельдмаршал, командующий британскими войсками во Франции, Египте и Палестине в период Первой мировой войны, британский верховный комиссар в Египте и Судане в 1919—1925 годах (род. в 1861).
- 16 мая — Альберт Николаевич Бенуа, русский живописец-акварелист, академик и действительный член Императорской Академии художеств (род. в 1852).
- 11 июня — Роберт Ирвин Говард, американский писатель-фантаст (род. в 1906).
- 14 июня — Гилберт Кит Честертон, британский писатель (род. в 1874).
- 18 июня — Максим Горький, русский и советский писатель и общественный деятель, литературный критик и публицист (род. в 1868).
- 7 июля — Георгий Васильевич Чичерин, русский революционер, советский дипломат, нарком иностранных дел РСФСР и СССР в 1918—1930 годах (род. в 1872).
- 15 июля — Александр Петрович Карпинский, русский и советский геолог, палеонтолог и горный инженер, академик Петербургской академии наук, первый выборный президент Российской академии наук — Академии наук СССР (род. в 1847).
- 24 июля — Мария Пилар и Святого Франциска Борджа, блаженная римско-католической церкви, монахиня Ордена Босых Кармелиток (род. в 1877).
- 8 августа — Блаженный Сеферино, покровитель цыган в католичестве (род. в 1861).
- 19 августа — Федерико Гарсиа Лорка, испанский поэт и драматург (расстрелян) (род. в 1898).
- 22 августа — Михаил Павлович Томский, российский революционер, советский партийный и профсоюзный деятель, видный большевик (застрелился) (род. в 1880).
- 25 августа
  - Лев Борисович Каменев, Григорий Евсеевич Зиновьев, Иван Никитич Смирнов, Григорий Еремеевич Евдокимов, российские революционеры, советские партийные и государственные деятели, видные большевики (расстреляны).
  - Сергей Сергеевич Каменев, советский военачальник, командарм 1-го ранга (род. в 1881).
- 15 сентября — Александрос Заимис, греческий политик, неоднократный глава правительства, президент Греции в 1929—1935 годах (род. в 1855).
- 19 октября — Лу Синь, китайский писатель, основоположником современной китайской литературы (род. в 1881).
- 31 декабря — Мигель де Унамуно, испанский философ, писатель, общественный деятель (род. в 1864).

- Иван Павлов
- Редьярд Киплинг
- Освальд Шпенглер

## Нобелевские премии
- Физика — Виктор Франц Гесс — «За открытие космических лучей», Карл Дэвид Андерсон — «За открытие позитрона».
- Химия — Петер Йозеф Вильгельм Дебай — «за вклад в наше понимание молекулярной структуры».
- Медицина и физиология — Генри Дейл, Отто Лёви — «за исследования химической трансмиссии нервных импульсов».
- Литература — Юджин О’Нил — «За силу воздействия, правдивость и глубину драматических произведений, по-новому трактующих жанр трагедии».
- Премия мира — Карлос Сааведра Ламас.